# Gössnitzkopf-Biwak
Das Gössnitzkopf-Biwak ist eine Biwakschachtel der Sektion Lienz des ÖAV in der Schobergruppe an der Grenze zwischen Osttirol und Kärnten. Sie befindet sich auf einer Höhe von 2790 m ü. A., etwa 250 m nordwestlich der Gössnitzscharte (2732 m ü. A.) am Elberfelder Weg, dem Verbindungssteig (Steig Nr. 915) zwischen Lienzer Hütte und Elberfelder Hütte, sowie südöstlich des Gössnitzkopfes (3096 m ü. A.).
Die Biwakschachtel wurde von der Hochtouristengruppe Sektion Lienz des Österreichischen Alpenvereins im September 1977 errichtet und bietet 10 Personen Platz zum Übernachten.